# Olympisches Dorf (Innsbruck)
Das Olympische Dorf ist ein Stadtteil der Tiroler Landeshauptstadt Innsbruck in Österreich. Die Großwohnsiedlung mit etwa 7.000 Einwohnern liegt am östlichen Stadtrand am linken Innufer, in den Katastralgemeinden Arzl und Mühlau. Die olympischen Dörfer für die Olympischen Winterspiele 1964 und die Olympischen Winterspiele 1976 wurden direkt nebeneinander errichtet und werden heute nicht mehr unterschieden. Geprägt wird der Stadtteil vor allem von vielen Wohnhochhäusern.

## Lage und statistische Daten
Das Olympische Dorf ist einer der 20 statistischen Stadtteile der Stadt Innsbruck. Im Süden trennt es der Inn vom Gewerbegebiet Roßau, im Norden der Straßenzug Haller Straße – Spingeser Straße – Schützenstraße vom Gewerbegebiet Mühlau/Arzl und im Osten der Kugelfangweg vom Ortsteil Neu-Rum der Gemeinde Rum.
Der Stadtteil besteht aus den beiden statistischen Bezirken (Zählbezirken) Mühlau-Schießstand (22,3 ha, 2126 Einwohner, 84 Gebäude) und Arzl-Olympisches Dorf (30,8 ha, 4733 Einwohner, 92 Gebäude; Stand April 2014), die durch eine Linie in der Verlängerung der Spingeser Straße nach Süden getrennt werden. Der Stadtteil hat 6859 Einwohner und eine Bevölkerungsdichte von 12.917 Einwohnern/km². 13,0 % der Bevölkerung sind jünger als 15 Jahre, 27,8 % älter als 65 (der höchste Anteil aller Innsbrucker Stadtteile). Der Ausländeranteil beträgt 15,8 %.
Neu-Arzl gehört zwar zum statistischen Stadtteil Gewerbegebiet Mühlau/Arzl, ist aber eng mit dem Olympischen Dorf verwachsen und wird in vielen Belangen zusammen mit dem Olympischen Dorf als ein Stadtteil angesehen.

## Geschichte
Das Dorf Arzl, bis 1940 eine selbständige Gemeinde, liegt erhöht am Abhang der Nordkette, der Talboden war früher ein unbesiedeltes Augebiet, die Haller Au. 1893 wurde der Landeshauptschießstand von Mariahilf in die Arzler Au verlegt. Um ihn herum entwickelte sich ab 1920 die Schießstandsiedlung, später Neu-Arzl genannt. 1932 bis 1934 wurde die Notkirche zum Göttlichen Kinde in der Pontlatzer Straße erbaut, und 1934 die Freiwillige Feuerwehr Neuarzl gegründet. 1940 kam die Siedlung, die damals rund 740 Einwohner hatte, zusammen mit Arzl an Innsbruck. Von 1959 bis 1960 wurde die Piuskirche erbaut. St. Pius wurde 1961 Pfarrvikariat und 1975 zur eigenständigen Pfarre erhoben.
Am 1. Juli 1961 wurde mit dem Bau des ersten olympischen Dorfs begonnen. Der Schießstand musste dazu weichen und wurde oberhalb von Arzl neu gebaut.
Für die Spiele 1964 wurden acht zehngeschoßige Wohnblöcke mit insgesamt 689 Wohnungen errichtet. Die Siedlung wurde am 15. Jänner 1964 eröffnet und anschließend von den Athleten bewohnt. Im Juni konnten die ersten Mieter einziehen.
Am 4. Februar 1973 erhielt Innsbruck auch den Zuschlag für die Winterspiele 1976 und schon am 3. Mai wurde der Grundstein für das Olympische Dorf II mit 642 Wohnungen zwischen An-der-Lan-Straße und Inn gelegt. Im Rahmen des sozialen Wohnungsbaus wurden später weitere ähnliche Wohnhäuser erbaut.
An die Olympischen Spiele erinnert im Stadtteil heute nur ein Denkmal mit den olympischen Ringen.

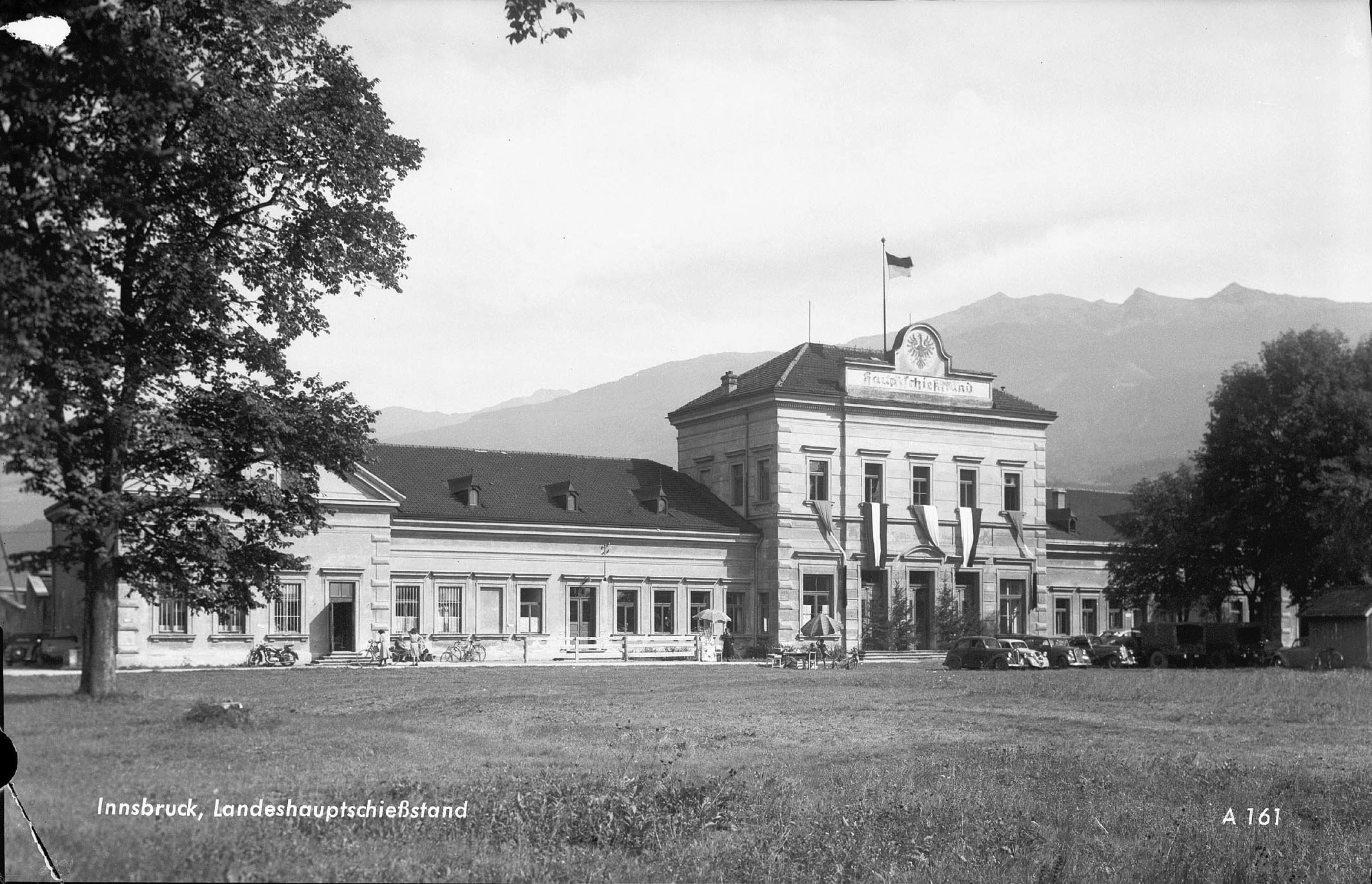
Landeshauptschießstand (vor 1959)
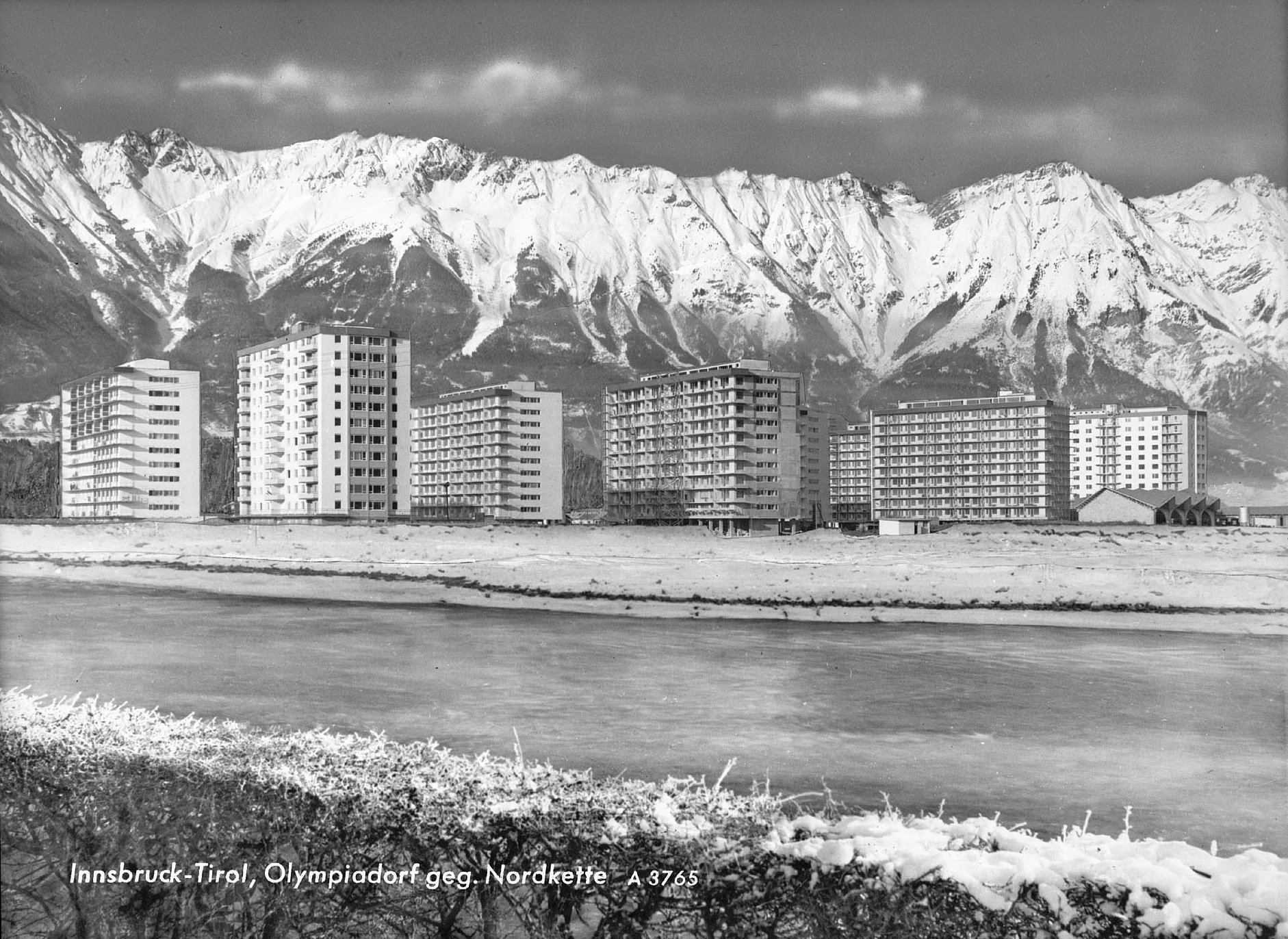
Das Olympische Dorf im Bau (1963)
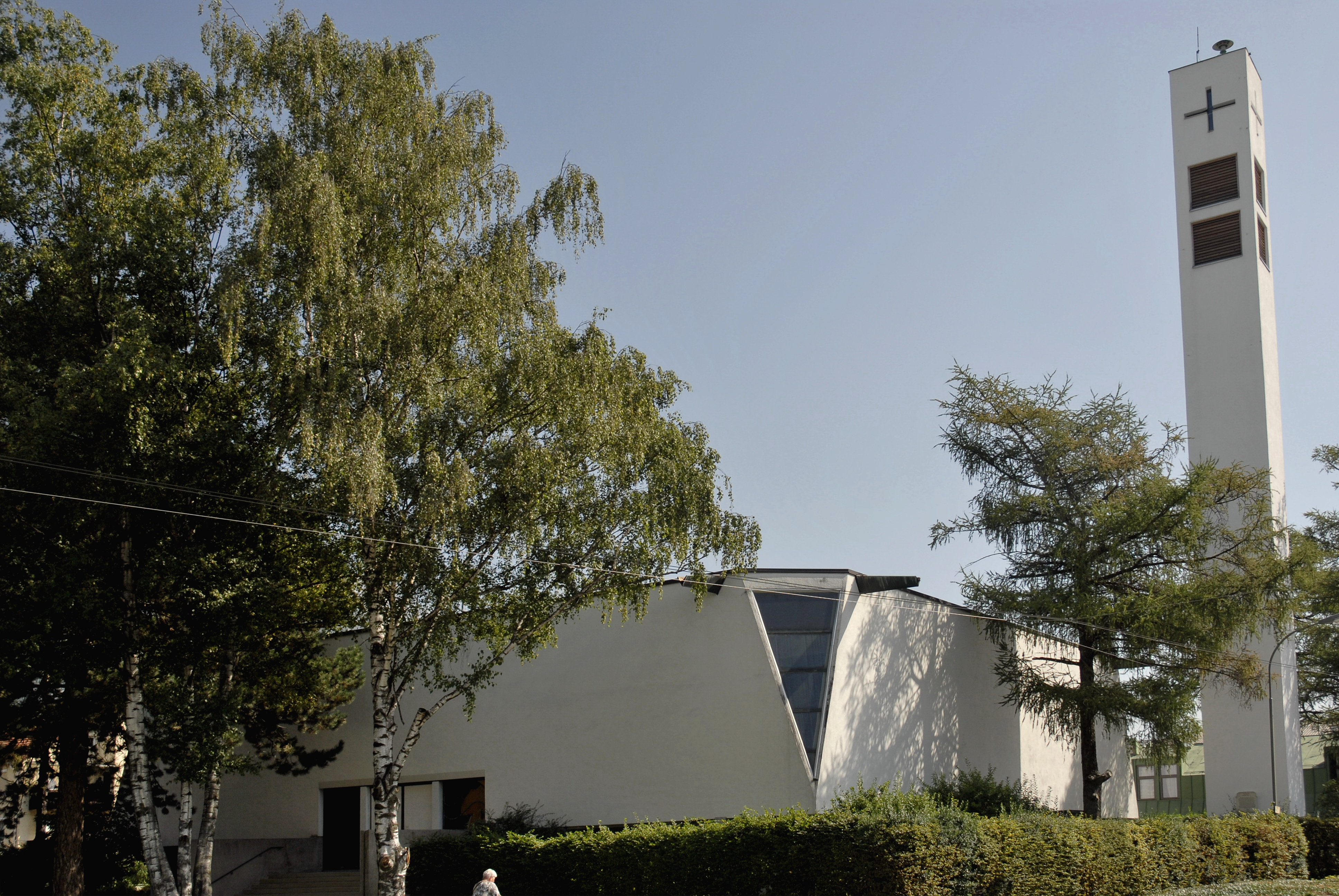
Piuskirche

## Wappen
Das Stadtteilwappen von Neu-Arzl/Olympisches Dorf zeigt in rot über weiß geteiltem Schild oben eine weiße Schießscheibe, unterlegt von zwei gekreuzten Fähnchen in den Farben Schwarz-Gelb und Weiß-Grün, und unten eine Darstellung jenes Denkmals mit den dort einheitlich goldfarbenen fünf olympischen Ringen, welches kurz nach den IX. Olympischen Winterspielen von 1964 im olympischen Dorf errichtet worden ist.
Mit diesen Elementen erinnert dieses Stadtteilwappen an die beiden entscheidenden Anstöße zur Entwicklung dieses Stadtteiles. Einerseits war dies nämlich die Errichtung des ehemaligen Landeshauptschießstandes in der Arzler Au (1893), in dessen nördlicher Nachbarschaft sich vor allem nach 1918 die sogenannte Schießstandsiedlung entwickelt hat, und andererseits bildeten die zweimal in Innsbruck ausgetragenen Olympischen Winterspiele den Anlass zum Bau des Olympischen Dorfes.

## Infrastruktur und Verkehr

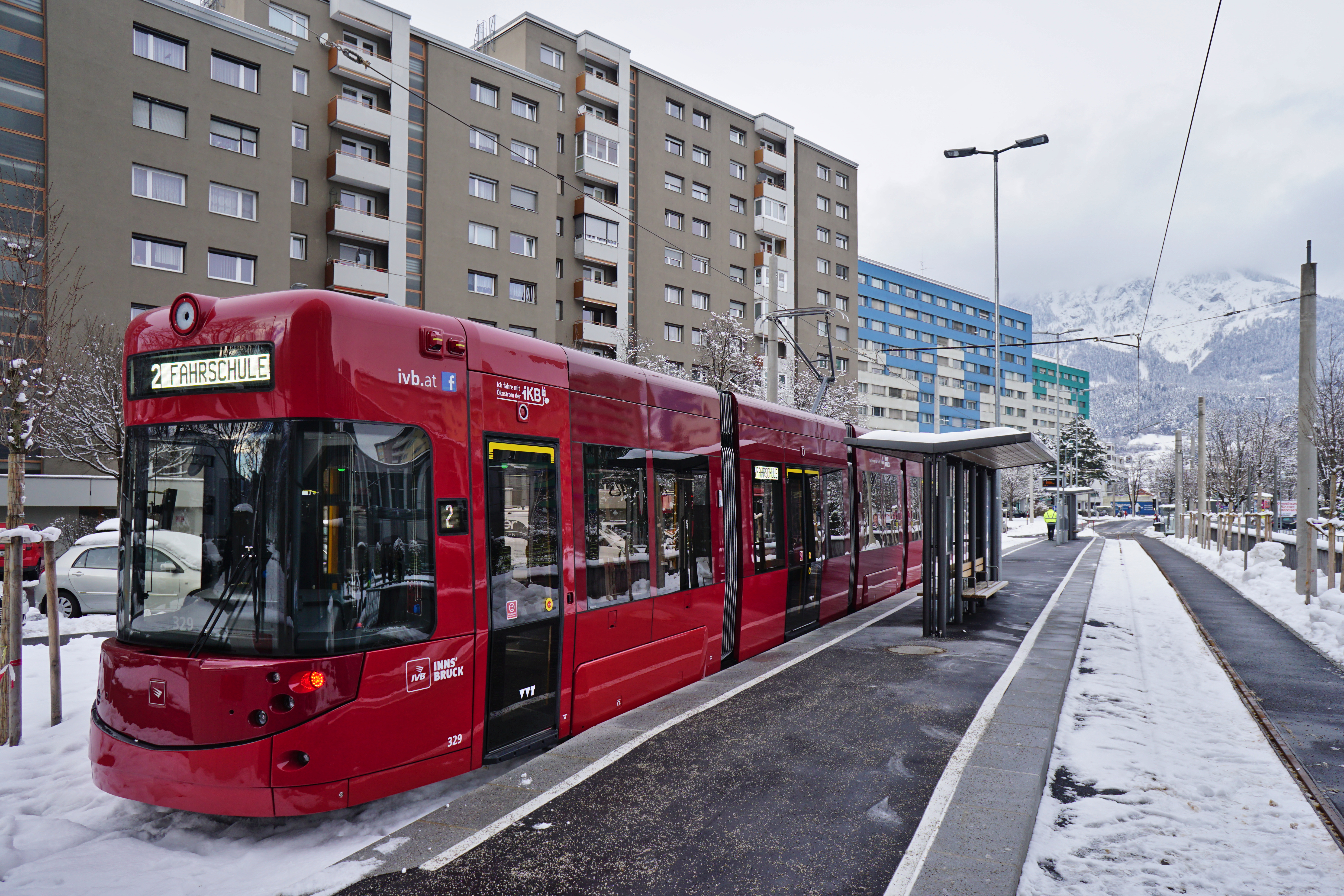
Straßenbahn an der Endstation der Linie 2

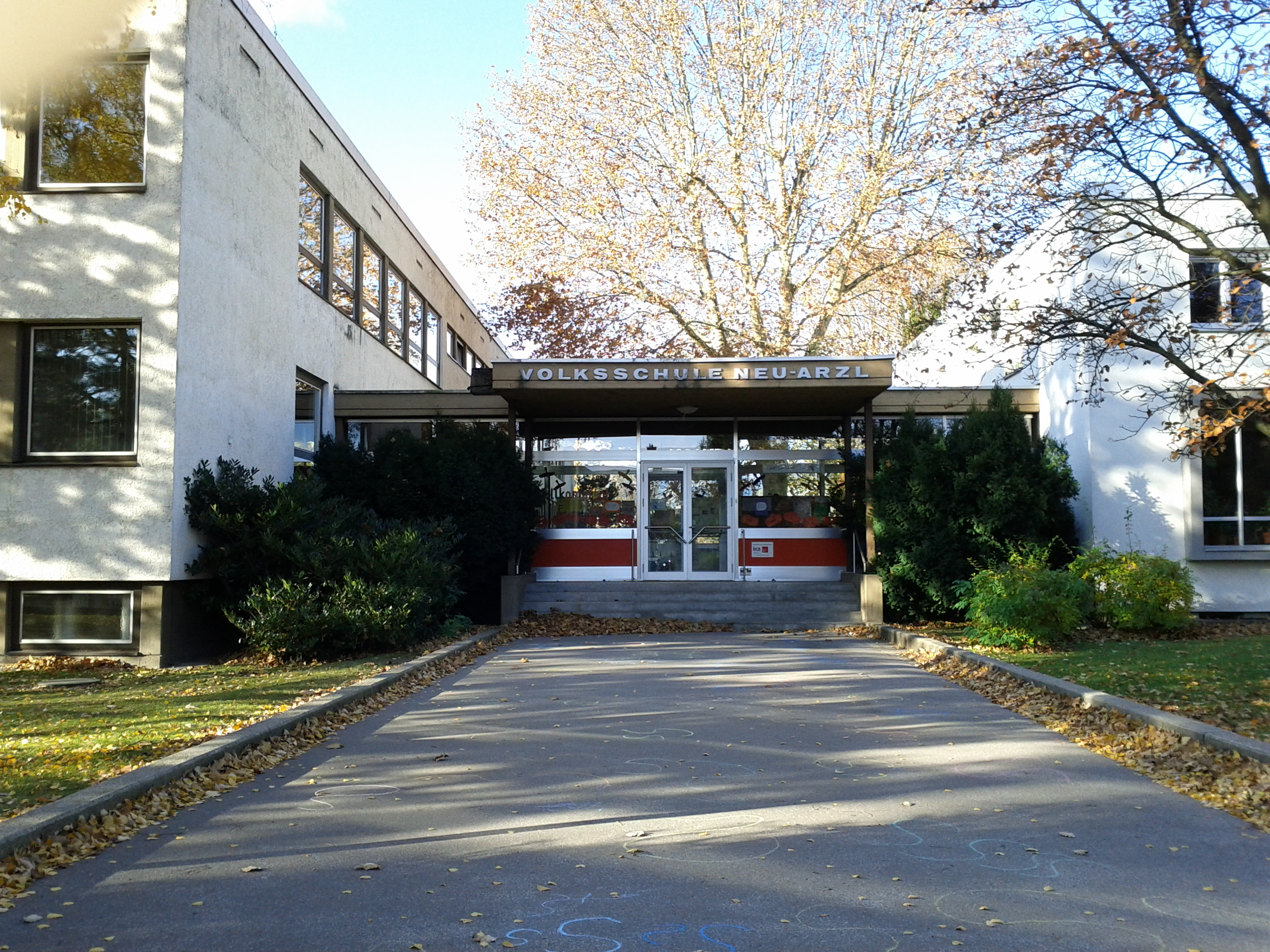
Volksschule Neu-Arzl

Das sogenannte „O-Dorf“ ist über die Haller Straße (B171) mit dem Stadtzentrum und über die Grenobler Brücke mit der Reichenau verbunden. Die nur für Fußgänger, Radfahrer und den öffentlichen Verkehr freigegebene New-Orleans-Brücke verbindet das Olympische Dorf auf der Höhe des Baggersees mit der Roßau. Der Stadtteil wurde ursprünglich von der Buslinie O der Innsbrucker Verkehrsbetriebe erschlossen, die von 1988 bis 2007 als Oberleitungsbus betrieben wurde. Dafür wurde 1988 in der Schützenstraße die erste Busspur in Innsbruck eingerichtet. 2019 wurde das Olympische Dorf ans Straßenbahnnetz angeschlossen, die Linie O wurde damit durch die Straßenbahnlinien 2 und 5 ersetzt. Daneben berühren die Buslinien F, T und 504 den Stadtteil.
Das Olympische Dorf verfügt über eine Volksschule, eine Neue Mittelschule und ein städtisches Hallenbad. Trotz des jungen Alters weist der Stadtteil ein vielfältiges und eigenständiges Vereinsleben auf. Der 1975 gegründete Sportverein Olympisches Dorf/Neu Arzl ist einer der größten Breitensportvereine der Stadt und mit der Sektion Handball der erfolgreichste Damenhandball-Verein Tirols.